# Norwegisches Fingerkraut
Das Norwegische Fingerkraut (Potentilla norvegica) ist eine Pflanzenart aus der Gattung der Fingerkräuter (Potentilla) in der Familie der Rosengewächse (Rosaceae). Es kommt in Mitteleuropa nur recht selten vor.

## Beschreibung
Das Norwegische Fingerkraut ist eine krautige Pflanze, die Wuchshöhen von meist 20 bis 50 (10 bis 70) cm erreicht. Der aufrechte bis aufsteigende, verzweigte Stängel ist abstehend und etwas steif behaart und reichbeblättert; er ist grün wird aber bei intensiver Sonneneinstrahlung rot. Die wechselständigen, langgestielten Laubblätter sind dreizählig fingerförmig, die unteren auch bis zu fünfzählig und. Die Blättchen sind elliptisch bis verkehrt-eiförmig, 2 bis 6 cm lang, meist tief und grob gesägt bis fast fiederspaltig und locker bis ziemlich dicht behaart. Die Nebenblätter sind meist vier- bis fünflappig und bis zu 3 cm lang.

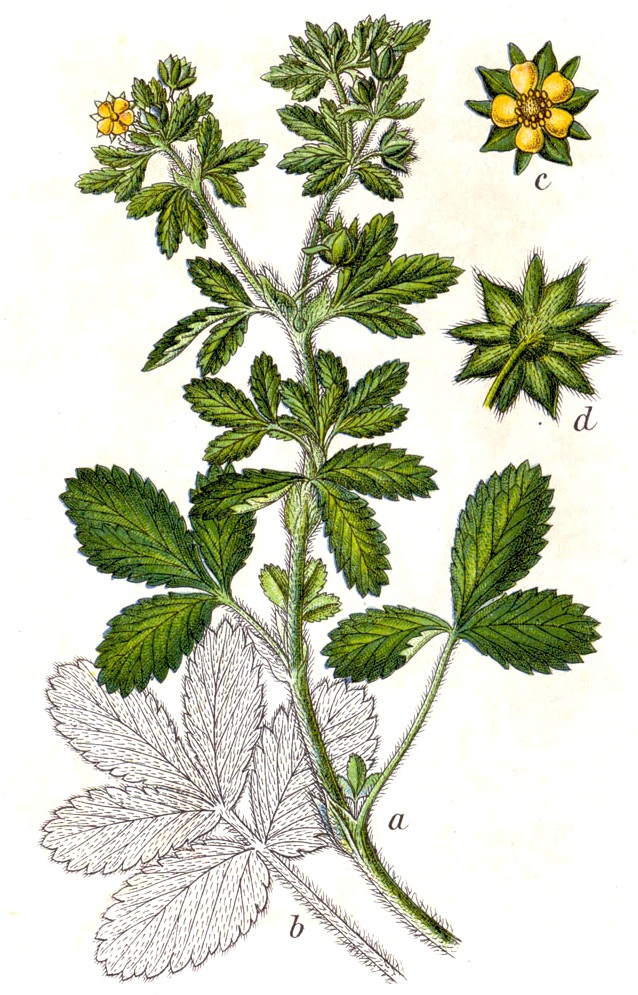
Norwegisches Fingerkraut, Illustration

Der endständige, rispige Blütenstand enthält mehrere Blüten. Die zwittrigen, radiärsymmetrischen, fünfzähligen Blüten weisen einen Durchmesser von etwa 1,2 cm auf. Die Außenkelchblätter sind länger als die Kelchblätter, diese vergrößern sich ebenfalls von etwa 6 auf 14 mm. Die eiförmigen, spitzen Kelchblätter vergrößern sich von 4 bis 5 mm bis zur Fruchtreife auf 8 bis 10 mm. Die fünf Kronblätter sind gelb, verkehrt-eiförmig, seicht ausgerandet, 3 mm breit und  mit einer Länge von 3,5 mm meist kürzer als die Kelchblätter. Es sind (15 bis) meist 20 Staubblätter vorhanden. Das Norwegische Fingerkraut blüht von Juni bis September.
Der Fruchtstiel ist immer aufrecht. Die bräunliche Achänen ist bis zu 1,3 mm lang.
Die Chromosomenzahl beträgt 2n = 70.

## Vorkommen

### Allgemeine Verbreitung
Das Norwegische Fingerkraut kommt in den gemäßigten und borealen Zonen Eurasiens und Nordamerikas vor. Wahrscheinlich ist sie in West- und Mitteleuropa westlich der Elbe nicht ursprünglich, sondern eingeschleppt. Nach Süden bis zum Alpensüdrand vorkommend. Sie fehlt im ganzen Mittelmeergebiet und Kleinasien.

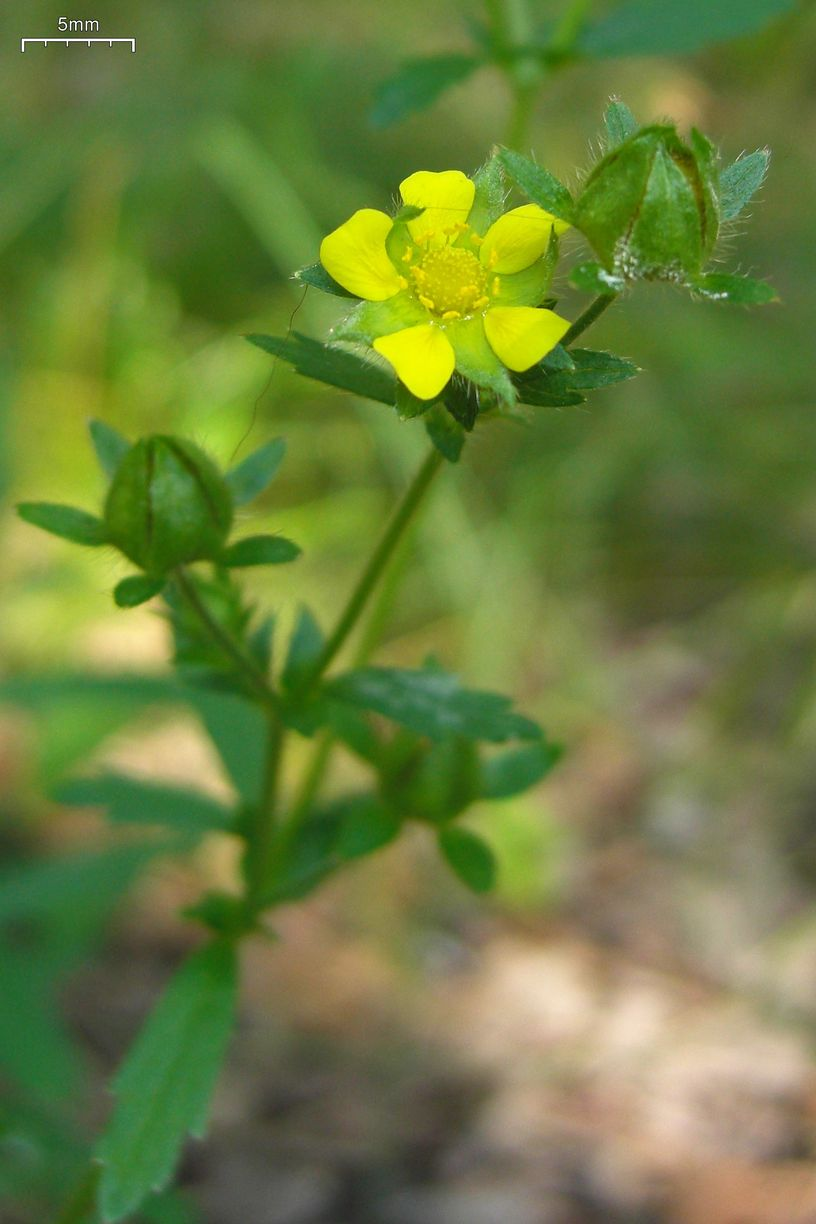
Norwegisches Fingerkraut (Potentilla norvegica)

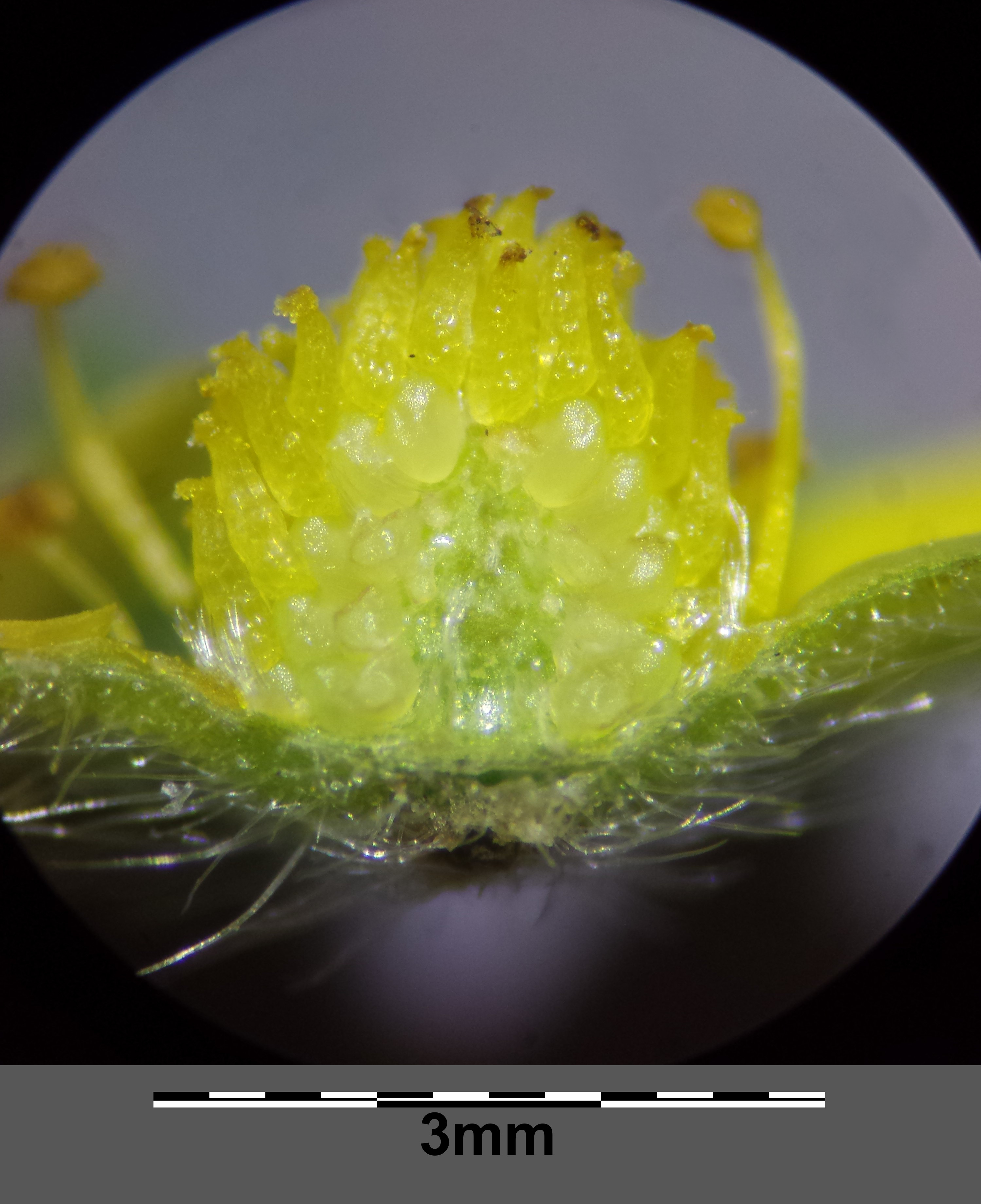
Aufgeschnittene Sammelfrucht: die Griffel sind am Grund deutlich verdickt.

### Verbreitung in Deutschland
Das Norwegische Fingerkraut ist etwas häufiger nur ganz im Westen und auch im Osten Deutschlands anzutreffen. Ansonsten selten und unbeständig.
Potentilla norvegica taucht eher unbeständig da und dort für kurze Zeit auf und ist häufig wohl nur eingeschleppt. Lediglich im östlichen Teil Deutschlands könnte sie als eingebürgert gelten.

### Standortansprüche und Vergesellschaftung
Potentilla norvegica wächst als Pionier- und Ruderalpflanze auf nährstoffreichen, frischeren, meist kalkarmen Mineral- und Torfböden. Insbesondere ist sie an schlammigen Uferpartien, in Moorgräben, an Wegrändern, in Kiesgruben und auf Bahnhof- und Hafengelände zu finden.
Das Norwegische Fingerkraut kommt in Mitteleuropa in Gesellschaften der Verbände Sisymbrion, Agropyro-Rumicion, Nanocyperion oder Bidention vor.